# فلورنسا إيليزا ألين
فلورنسا إيليزا ألين (بالإنجليزية: Florence Eliza Allen)‏ هي رياضياتية أمريكية، ولدت في 4 أكتوبر 1876، وتوفيت في 31 ديسمبر 1960.